# 51ª Mostra internazionale d'arte cinematografica di Venezia
La 51ª edizione della Mostra internazionale d'arte cinematografica di Venezia si è svolta a Venezia, Italia, dal 1º settembre al 12 settembre del 1994.

## Giuria
La giuria era così composta:
- David Lynch (presidente, Stati Uniti d'America), Margherita Buy, Carlo Verdone (Italia), Gaston Kaboré (Algeria), Olivier Assayas (Francia), Uma Thurman (Stati Uniti d'America), Mario Vargas Llosa (Perù), Nagisa Ōshima (Giappone), David Stratton (Australia).

## Sezioni principali
I film sono in ordine alfabetico secondo il cognome del regista.

### Film in concorso
Concorso internazionale di lungometraggi proiettati in anteprima mondiale, in gara per il Leone d'Oro.
- Assassini nati - Natural Born Killers (Natural born killers), regia di Oliver Stone (Stati Uniti d'America)
- Büvös vadász, regia di Ildikó Enyedi (Francia/Ungheria/Svizzera)
- Creature del cielo (Heavenly Creatures), regia di Peter Jackson (Nuova Zelanda)
- Fino alla follia (A la folie), regia di Diane Kurys (Francia)
- Giorni di sole cocente (Yangguang canlan de rizi), regia di Jiang Wen (Cina)
- Il branco, regia di Marco Risi (Italia)
- Il soldato molto semplice Ivan Chonkin (Život a neobyčejná dobrodružství vojáka Ivana Čonkina), regia di Jiří Menzel (Repubblica Ceca/Regno Unito)
- Il toro, regia di Carlo Mazzacurati (Italia)
- La teta y la luna, regia di Bigas Luna (Spagna)
- Lamerica, regia di Gianni Amelio (Italia)
- Le cri du coeur, regia di Idrissa Ouédraogo (Francia/Burkina Faso)
- Little Odessa, regia di James Gray (Stati Uniti d'America)
- Pigalle , regia di Karim Dridi (Francia)
- Prima della pioggia (Pred doždot/Before the rain), regia di Milčo Mančevski (Francia/Regno Unito/Macedonia)
- Somebody to Love - Qualcuno da amare (Somebody to Love), regia di Alexandre Rockwell (Stati Uniti d'America)
- Três irmãos, regia di Teresa Villaverde (Portogallo)
- Un'ombra ben presto sarai (Una sombra ya pronto serás), regia di Héctor Olivera (Argentina)
- Vive l'amour, regia di Tsai Ming-liang (Taiwan)

### Film fuori concorso
- Pallottole su Broadway (Bullets over Broadway), regia di Woody Allen (Stati Uniti d'America)
- Dichiarazioni d'amore, regia di Pupi Avati (Italia)
- Oasi, regia di Cristiano Bortone (Italia)
- Staggered, regia di Martin Clunes (Gran Bretagna)
- Respiri, silenzi... altri ascolti, regia di Gianni Di Capua (Italia)
- Tom e Viv, regia di Brian Gilbert (Gran Bretagna)
- Genesi: La creazione e il diluvio, regia di Ermanno Olmi (Italia)
- Il postino, regia di Michael Radford (Italia)

### Eventi speciali
- Aguilas no cazan moscas, regia di Sergio Cabrera (Colombia)
- Veja esta cancao, regia di Carlos Diegues (Brasile)
- Germaine e Benjamine (Du fond du coeur), regia di Jacques Doillon (Francia)
- Martha, regia di Rainer Werner Fassbinder (Germania)
- Amnesia, regia di Gonzalo Justiniano (Cile)
- I pavoni, regia di Luciano Manuzzi (Italia)
- Words upon the windowpane, regia di Mary McGuckian (Irlanda)
- Jason's Lyric, regia di Dough McHenry (Stati Uniti d'America)
- El jardin del Eden, regia di María Novaro (Messico)
- Du bringst mich noch um, regia di Wolfran Paulus (Austria)

### Notti veneziane
- La natura ambigua dell'amore (Love and Human Remains), regia di Denys Arcand (Canada)
- True lies, regia di James Cameron (Stati Uniti d'America)
- Shijushicinin no shikaku, regia di Kon Ichikawa (Giappone)
- Wolf - La belva è fuori (Wolf), regia di Mike Nichols (Stati Uniti d'America)
- Sotto il segno del pericolo (Clear and present danger), regia di Phillip Noyce (Gran Bretagna)
- Captives, regia di Angela Pope (Gran Bretagna)
- Nightmare Before Christmas (Tim Burton's The nightmare before Christmas), regia di Henry Selick (Stati Uniti d'America)
- La notte e il momento, regia di Anna Maria Tatò (Francia/Gran Bretagna/Italia)
- Woodstock 25th anniversary Director' s cut, regia di Michael Wadleigh (Stati Uniti d'America)
- Metal Skin, regia di Geoffrey Wright (Australia)
- Forrest Gump, regia di Robert Zemeckis (Stati Uniti d'America)

### Panorama italiano
- Anime fiammeggianti, regia di Davide Ferrario
- L'estate di Bobby Charlton, regia di Massimo Guglielmi
- Tutti gli anni una volta l'anno, regia di Gianfrancesco Lazotti
- La vera vita di Antonio H., regia di Enzo Monteleone
- Ladri di cinema, regia di Piero Natoli
- Anni ribelli, regia di Rosalía Polizzi
- Da qualche parte in città, regia di Michele Sordillo
- Portami via, regia di Gianluca Maria Tavarelli
- La bella vita, regia di Paolo Virzì

### Finestra sulle immagini
- Vanya sulla 42esima strada (Vanya on 42nd Street), regia di Louis Malle (Stati Uniti d'America)
- Everynight... everynight, regia di Alkinos Tsilimidos (Australia)
- Arisha, l'orso e l'anello di pietra (Arisha, der Bär und der steinerne Ring), regia di Wim Wenders (Germania)
- C'è Nessuno? regia di Maurizio Casula (Italia)

## I premi
I principali premi distribuiti furono:
- Leone d'oro al miglior film: ex aequo Vive l'amour (Aiqing Wansui) di Tsai Ming-liang e Prima della pioggia (Pred doždot) di Milčo Mančevski
- Leone d'argento - Gran premio della giuria: a Assassini nati - Natural Born Killers (Natural Born Killers) di Oliver Stone
- Leone d'Argento - Premio speciale per la regia: Carlo Mazzacurati per Il toro ex aequo con James Gray per Little Odessa e Peter Jackson per Creature del cielo
- Coppa Volpi al miglior attore: Xia Yu per Giorni di sole cocente (Yangguang canlan de rizi)
- Coppa Volpi alla miglior attrice: Maria de Medeiros per Três irmãos
- Leone d'oro alla carriera: Ken Loach, Suso Cecchi D'Amico e Al Pacino